# Metropolis (pel·lícula de 2001)
Metropolis (メトロポリス, Metoroporisu) és una pel·lícula dramàtica d’anime futurista cyberpunk del 2001 vagament basada en el manga del mateix nom d’Osamu Tezuka de 1949. La pel·lícula va ser dirigida per Rintaro, escrita per Katsuhiro Otomo, i produïda per Madhouse, amb el suport conceptual de Tezuka Productions.

## Argument
Humans i robots conviuen a la ciutat multicapa de Metropolis, tot i que els robots són discriminats i segregats als nivells més baixos de la ciutat. La majoria dels humans de Metropolis estan a l'atur i estan empobrits, i molts culpen els robots de prendre’ls la seva feina.
Duke Red, el governant no oficial i el ciutadà més ric de Metropolis, ha acabat recentment la construcció del Zigurat, un gratacels massiu que, segons ell, permetrà a la humanitat estendre el seu poder per tot el planeta. Un robot descarriat interromp la cerimònia d'obertura del Zigurat, i fa que el fill adoptiu de Duke Red, el líder d'una organització paramilitar anti-robot coneguda com els Marduks, l'enderroqui. Mentrestant, el detectiu privat Shunsaku Ban i el seu jove nebot/assistent Kenichi Shikishima han viatjat des del Japó a Metropolis per detenir el científic brivall Dr. Laughton, buscat per tràfic d'òrgans i violacions dels drets humans. Sense que Shunsaku ho sàpiga, Duke Red ha contractat el Dr. Laughton per construir en secret un androide molt avançat, modelat i anomenat així en honor a la seva filla difunta Tima, amb la intenció d'utilitzar-la com a unitat central de control d'una poderosa superarma amagada a la part superior del Zigurat. Tanmateix, els plans de Duke Red es veuen interromputs quan Rock s'assabenta de l'existència de Tima i, tement per la seguretat del seu pare, dispara a Laughton i incendia el seu laboratori.
Descobrint el laboratori en flames, Shunsaku localitza el Laughton moribund, que entrega a Shunsaku a un quadern que conté la seva investigació. Mentrestant, Kenichi es troba amb la Tima recentment activada. Els dos cauen a les clavegueres i se separen de Shunsaku. Mentre Shunsaku busca el seu nebot, Kenichi i Tima busquen una manera de tornar al nivell del carrer. S'apropen a mesura que Kenichi ensenya a la Tima a parlar, tots dos sense saber que és un robot. En assabentar-se que en Tima va sobreviure a la destrucció del laboratori, Rock i els seus subordinats els cacen sense parar. La parella es troba amb un grup de treballadors humans a l'atur que organitzen una revolució armada contra els líders de Metropolis i els treballadors robots.
Descontents amb la popularitat i influència del duc, el president i l'alcalde de Metròpolis intenten utilitzar la revolució per enderrocar a Red i recuperar el control de Metròpolis. Tanmateix, es revela que el màxim comandant militar del president, el general Kusai Skunk, és un dels subordinats de Red i els assassina a tots dos. Red va imposar llavors la llei marcial i va reprimir violentament la revolució. Després, Kenichi es retroba amb Shunsaku, però Rock, que exposa Tima com un robot, el fereix. Red rebutja la Roca i el retira del comandament dels Marduks per intentar matar a Tima abans de portar-la a ella i Kenichi al Zigurat.
Encara decidit a eliminar-la i recuperar l'afecte del seu pare, Rock segresta i desactiva Tima, que ara està confosa sobre la seva identitat. Després d'haver seguit a Rock, Shunsaku recupera la Tima i, seguint les instruccions de la llibreta de Laughton, la reactiva. Els dos descobreixen que Kenichi està retingut al Zigurat, però el Duke Red i els Marduk els capturen mentre la parella està de camí. Els porten al cim del Zigurat, on Tima s'enfronta a Duke Red sobre si és una humana o un robot. Duke Red li diu que és "sobrehumana" i està destinada a governar el món des del seu "tron", el sistema de control de la superarma del Zigurat. Disfressat com una de les minyones del Zigurat, Rock dispara a Tima a l'espatlla, exposant els seus circuits interns, abans de ser disparat pels homes de Red.
Horroritzada per la seva veritable identitat, Tima es torna boja i fa que els seus protocols militars implantats prenguin el control. Ella procedeix a integrar-se físicament amb el tron i ordena un atac biològic i nuclear a la humanitat com a càstig per abusar i discriminar els robots. Mentre els altres fugen, Kenichi intenta enraonar amb Tima. Els robots de tota Metropolis, atrets per les ordres de Tima, assalten el Zigurat i ataquen a Duke Red i les seves forces. No volent que els robots matin el seu pare, Rock desencadena una sobrecàrrega a la superarma, matant-se a ell i en Red en una explosió massiva. Quan el Zigurat comença a col·lapsar-se al seu voltant, Kenichi finalment arriba a Tima i la separa del tron. Encara en un estat confús, Tima intenta matar Kenichi, però cau de la torre en la lluita. Per amor per ella, Kenichi intenta salvar la Tima i tirar-la cap amunt amb un dels cables encara empeltats al seu braç. Quan el cable comença a aparèixer, la Tima recorda l'època en què Kenichi va ensenyar el seu idioma i li pregunta: "Qui sóc jo?", abans que la cable es trenqui i ella cau. El Zigurat s'ensorra, destruint gran part de Metròpolis.
Després, Kenichi cerca les ruïnes i descobreix que un grup de robots ha recuperat algunes de les peces de Tima en un esforç per reconstruir-la. Mentre Shunsaku i molts altres supervivents humans són evacuats, Kenichi decideix quedar-se enrere per ajudar els supervivents a reconstruir-se. Una fotografia mostrada durant els crèdits finals revela que Kenichi va obrir un taller de robots, que portava el seu nom i Tima.

### Divergència entre manga i anime
El manga original de Tezuka se centra al voltant de l'humanoide artificial Mitchi, que és capaç de volar i canviar de sexe i que és perseguit pel Duke Red i el seu Partit Roig, que pretenen utilitzar Mitchi amb finalitats destructives. Shunsaku Ban i el seu nebot Kenichi troben a Mitchi després que el seu creador, el doctor Charles Laughton, mor assassinat i la protegeixen mentre busquen els seus pares. A diferència del desig de la Tima de ser humana, la causa de l'enrenou destructiu de Mitchi al clímax del manga és la revelació que, com a robot, no té pares.
La pel·lícula de 2001 incorpora més elements de la pel·lícula de Fritz Lang Metròpolis. Quan feia el manga original Metropolis, Tezuka va dir que l'única inspiració que va obtenir de Metropolis de Fritz Lang va ser una imatge fixa de la pel·lícula on naixia una dona robot. A més d'adoptar escenografia de la pel·lícula original, la pel·lícula de 2001 fa més èmfasi en un tema fort i generalitzat de la lluita de classes en una societat distòpica, plutocràtica i l'amplia per examinar la relació dels robots amb els seus amos humans. (Aquesta relació va ser explorada per Tezuka amb gran detall amb la seva popular sèrie Astro Boy.) L'adaptació a l'anime també elimina molts dels elements més fantasiosos del manga de Tezuka, com ara un humanoide volador que canvia de gènere. Aquí, Mitchi és substituït per "Tima", que és permanentment dona i no pot volar. En aquesta versió, Kenichi és l'ajudant del seu oncle i fa una amistat molt forta amb la Tima tot i que cap dels dos sap que és un robot. En Tima i en Kenichi sembla que es preocupen profundament l'un per l'altre, com es veu quan en Tima està preocupada per Kenichi quan està inconscient. Kenichi fins i tot arriba a treure a Tima del tron en un esforç per salvar-la i no permetre que es converteixi en una arma del mal. A Tima li va ensenyar l'idioma en Kenichi i que era una persona única. També el considerava la seva única família perquè era amable amb ella i la protegia; sembla que estimava molt a Kenichi. Es pot suposar que Kenichi es va enamorar de Tima, que es mostra en moltes escenes quan ell es ruboreix quan la veu escrivint el seu nom perquè no l'oblidés. A Kenichi no semblava importar-li si la Tima era un robot o no, demostrant que estava disposat a rescatar-la a causa del molt que li importava. Tima només es va recordar en Kenichi quan va intentar salvar-la per tot el que li va ensenyar. La relació de Tima amb Kenichi s'acaba, però, quan Tima accepta la seva identitat com a robot per sobre de la d'una dona humana, provocant una revolució robotitzada.
Es demostra que Duke Red és alhora un líder i un pare cruel i malvat; es demostra repetidament que el Rock no li importa ni tan sols el considera el seu fill tot i adoptar-lo; el personatge Rock també es desvia del manga. Només veu Tima com una arma per destruir la humanitat i fins i tot considera que Tima i Rock són inferiors a ell i a qualsevol que li sigui lleial. Mentre que la seva filla real (també anomenada Tima) va morir, ell reconstrueix el seu jo humanoide només per utilitzar-la i no té cap consideració ni afecte pel que ella necessita. També ignora les preguntes de la Tima sobre si és humana o no, demostrant que no li importa si la Tima sent emocions o no.
Rock no estava en el manga original, final, i segons l'escriptor de la pel·lícula, es va afegir per retre homenatge a l'estil de narració d'aventures de ciència-ficció de Tezuka, alhora que va afegir profunditat al rerefons de la història i al món que l'envolta. Rock està pensat per representar el costat fosc de la humanitat i les emocions negatives associades amb aquests aspectes. També es fa ressò de la història de Tima i es pot considerar una altra cara, ja que tots dos són nens abandonats dissenyats pel seu pare per ser eines de guerra. En el cas de Rock, però, va ser deixat de banda i no desitjat per Duke Red. Les seves històries finalment convergeixen i es tanquen el cercle quan tots dos condueixen a la caiguda del seu pare, amb el seu llegat literalment enfonsat a terra.
El Zigurat de la pel·lícula combina la nova torre de Babel de la pel·lícula original de Lang i la Catedral del manga.

## Temes

### Retrat de robots
La religió xintoista té una delimitació entre l'animat i l'inanimat. Els kami xintoistes poden ser esperits, humans, objectes o, en aquest cas, robots. Per tant, els robots es veuen favorablement tant al manga com a la pel·lícula, però sobretot a la pel·lícula, on hi ha gairebé el mateix nombre de personatges robots i humans. La majoria dels humans, com Kenichi i Shinsaku Ban, tendeixen a simpatitzar amb els robots, cosa que fa que el públic consideri els Marduks i la seva hostilitat cap als robots com a antagònics.

## Repartiment
| Nom del personatge                                     | Actor de veu japonès | Actor de doblatge anglès |
| ------------------------------------------------------ | -------------------- | ------------------------ |
| Tima (ティマ)                                          | Yuka Imoto           | Rebecca Forstadt         |
| Kenichi Shikishima (敷島 ケンイチ, Shikishima Kenichi) | Kei Kobayashi        | Brianne Siddall          |
| Rock (ロック)                                          | Hiroaki Okada        | Michael Reisz            |
| Duke Red (レッド公)                                    | Tarô Ishida          | Jamieson Price           |
| Shinsaku Ban (伴俊作, Ban Shinsaku)                    | Kōsei Tomita         | Tony Pope                |
| Pero (ペロ)                                            | Norio Wakamoto       | Dave Mallow              |
| Doctor Laughton (ロートン博士)                         | Junpei Takiguchi     | Simon Prescott           |
| Doctor Ponkotsu (ポンコッツ博士)                       | Takeshi Aono         | Doug Stone               |
| President Boone (ブーン大統領)                         | Masaru Ikeda         | Richard Plantagenet      |
| Supt. Notarlin (ノタアリン)                            | Shun Yashiro         | William Frederick Knight |
| Kusai Skunk (スカンク)                                 | Toshio Furukawa      | Dan Woren                |
| Acetylene Lamp (アセチレン・ランプ)                    | Shigeru Chiba        | Steven Blum              |
| Ham Egg (ハムエッグ)                                   | Masashi Ebara        | Robert Axelrod           |
| Mayor Lyon (リヨン)                                    | Takaya Hashi         | Peter Spellos            |
| Atlas (アトラス)                                       | Norihiro Inoue       | Scott Weinger            |
| Fifi (フィフィ)                                        | Rikako Aikawa        | Rikako Aikawa            |
| Emmy (エンミィ)                                        | Mami Koyama          | Barbara Goodson          |

## Producció
Osamu Tezuka s'havia inspirat originàriament en la muda pel·lícula de ciència-ficció homònima de Fritz Lang de 1927, tot i no haver-la vist realment. El manga i la pel·lícula de Lang no comparteixen elements argumentals. La pel·lícula de 2001 va agafar préstecs de la pel·lícula de Lang més directament i n'hi va incorporar elements argumentals.
Durant els dies de Mushi Productions, Hayashi va preguntar a Tezuka si volia deixar-li fer una pel·lícula basada en el manga, però immediatament va rebutjar la idea.
La pel·lícula va trigar cinc anys a crear-se. Tenia un pressupost de producció de 1.500 milions ¥, equivalent llavors a uns 9 milions de dòlars. Això la va fer la pel·lícula anime més cara rodada fins aleshores, sobrepassant Akira (1988). Al seu torn, el seu rècord de pressupost va ser més tard superat per Steamboy (2004) d'Otomo.

## Banda sonora
La banda sonora de Metropolis consta principalment de música jazz a l'estil de Nova Orleans i una partitura orquestral composta per Toshiyuki Honda i inclou la versió d'Atsuki Kimura de "St. James Infirmary Blues" i el tema final "There'll Never Be Good-Bye" de Minako "Mooki" Obata. L'àlbum de la banda sonora està disponible a King Records.
Durant l'escena clímax de la pel·lícula, la cançó "I Can't Stop Loving You" interpretada per Ray Charles es va utilitzar com a major part de l'àudio quan el Zigurat va ser destruït, amb efectes de so només audibles més tard a l'escena. Probablement per motius de llicència, la cançó no es va incloure a l'àlbum de la banda sonora.

## Llançament
La pel·lícula es va estrenar per primera vegada al Japó el 26 de maig de 2001. Quan es va estrenar als EUA i altres països estrangers per TriStar Pictures i Destination Films, va aconseguir un total de $4,035,192 (equivalent a $6,570,000 el 2022) als territoris d'ultramar fora del Japó. Als Estats Units, la pel·lícula va rebre una classificació PG-13 de l'MPAA per "violència i imatges de destrucció" i una classificació de TV-14-LV quan es va emetre a Adult Swim. També va ser una de les primeres pel·lícules d'anime que es van presentar per ser considerades com a millor pel·lícula d'animació als Premis Oscar.
Metropolis es va publicar per primera vegada en VHS, i ara està disponible a Amèrica del Nord com a DVD de 2 discos, amb el segon disc un MiniDVD (anomenat "Pocket DVD"), i un Blu-ray.
Tant al Regne Unit com a Irlanda, Eureka Entertainment va adquirir els drets de distribució de la pel·lícula com a mitjà per estrenar la pel·lícula en Blu-ray als dos països. Els Blu-rays del Regne Unit i Irlanda es van llançar el 16 de gener de 2017.
Toho-Towa Distribution, la divisió de distribució de pel·lícules estrangeres del distribuïdor japonès original de la pel·lícula, Toho, també va gestionar la distribució japonesa de la versió de 1927 de Metropolis.
Com que la llicència de la Metropolis alemanya la té la Fundació Friedrich Wilhelm Murnau, la pel·lícula es va estrenar amb el títol Robotic Angel.

## Recepció
Metropolis va rebre crítiques molt positives: basant-se en 67 ressenyes de Rotten Tomatoes, Metropolis va rebre una puntuació global d'aprovació de Certified Fresh del 87%, amb una puntuació mitjana de 7,30/10. El consens crític del lloc afirma que "Un assoliment tècnic notable, les visuals impressionants de Metropolis compensen més que la seva història relativament rutinària". Metacritic va assignar a la pel·lícula una puntuació mitjana ponderada de 75 sobre 100, basada en 16 crítiques, que indica "crítiques generalment favorables".
El crític de cinema Roger Ebert, que va escriure per al Chicago Sun-Times, va donar a Metropolis quatre de quatre estrelles, considerant-la "una de les millors pel·lícules d'animació que he vist mai."